# Décembre 1915

## Événements
- France : tensions entre le gouvernement et l’état-major.
- En Russie, exposition à Petrograd du tableau Carré noir sur fond blanc de Kasimir Malevitch.

- 2 décembre : 
  - Le général Joffre est nommé par décret commandant en chef de toutes les armées françaises en Europe.
  - Les troupes alliées de Salonique reçoivent l’ordre de se replier au-delà du Vardar.

- 4 décembre : 
  - à Calais, les états-majors de France et de Grande-Bretagne examinent la question de Salonique, hésitant entre évacuation et maintien des troupes.
  - la Géorgie aux États-Unis reconnait la légalité du Ku Klux Klan.

- 6 - 8 décembre : conférence de Chantilly. Les Alliés coordonnent leur plan d’offensive pour 1916.

- 11 décembre : le conseil d’État proclame Yuan Shikai empereur de Chine sous le nom de Hongxian.

- 12 décembre :
  - arrestation de 500 intellectuels à Madagascar[1] ;
  - le Junkers J 1 est le premier avion entièrement métallique à voler.

- 15 décembre : William John Bowser devient premier ministre de la Colombie-Britannique.

- 17 décembre : premier vol du bombardier britannique Handley Page O/100.

- 19 décembre : retrait des troupes anglo-françaises des Dardanelles.

- 25 décembre : le Guomindang reprend les armes et forme un gouvernement provisoire à Canton.

- 26 décembre : Abdelaziz Ibn Sa'ud conclut un traité avec la Grande-Bretagne. Il obtient la reconnaissance de ses possessions, la protection britannique, des livraisons d’armes et d’argent. Il ne prend aucun engagement en vue d’un soulèvement contre les Ottomans mais promet de respecter les territoires sous protection britannique. Ce traité permet à l’émir du Nedjd de rester en dehors du conflit, de renforcer son autorité sur les tribus et de développer l’Ikhwan.

- 28 décembre : exposition à Paris au profit des artistes polonais victimes de la guerre.

- 31 décembre : érection du Diocèse de Timmins en Ontario. Élie-Anicet Latulipe en est le premier évêque.

## Naissances
- 8 décembre : Louis Namèche, homme politique belge († 3 août 1990).
- 12 décembre : Sylvain Grysolle, coureur cycliste belge († 19 janvier 1985).
- 13 décembre : Ross Macdonald, pseudonyme de Kenneth Millar, écrivain canadien et américain, auteur de roman policier († 11 juillet 1983).
- 12 décembre : Frank Sinatra, chanteur, acteur et producteur de musique américain († 14 mai 1998).
- 19 décembre : Édith Piaf, chanteuse française, († 11 octobre 1963).
- 22 décembre : Barbara Billingsley, actrice américaine († 16 octobre 2010).
- 27 décembre : William Howell Masters, sexologue américain († 16 février 2001).

## Décès
- 19 décembre : Aloïs Alzheimer, neuropsychiatre allemand (° 14 juin 1864).
- 20 décembre : Achille Chainaye, sculpteur et journaliste belge (° 26 août 1862).